# Юферов, Григорий Прокопьевич
Григорий Прокопьевич Юферов (8 марта 1919, Мигна, Енисейская губерния — 3 июля 1979, Красноярск) — старшина Рабоче-крестьянской Красной Армии, участник Великой Отечественной войны, полный кавалер ордена Славы.

## Биография
Григорий Прокопьевич Юферов родился 8 марта 1918 года в селе Мигна (ныне — Ермаковский район Красноярского края). После окончания пяти классов школы работал трактористом в колхозе. В 1939 году Юферов был призван на службу в Рабоче-крестьянскую Красную Армию. Окончил полковую школу разведчиков. С апреля 1942 года — на фронтах Великой Отечественной войны, воевал командиром отделения разведки 1-й миномётной бригады 139-го миномётного полка.
13-24 июня 1944 года Юферов лично вёл наблюдение за противником, обнаружив 11 огневых точек и передав их координаты артиллеристам, что позволило подавить все цели. 23 июня 1944 года при бомбёжке был контужен, но остался в строю и эвакуировал несколько раненых. 31 июля 1944 года Юферов был награждён орденом Славы 3-й степени.
7-10 октября 1944 года в районе населённого пункта Александров к северо-востоку от Варшавы Юферов обнаружил 7 немецких огневых точек, что позволило уничтожить их артиллерийским огнём. 14-15 октября 1945 года у разъезда Велишев благодаря его корректировке были уничтожены 3 пулемёта и большое количество солдат и офицеров противника. 15 ноября 1944 года был награждён орденом Славы 2-й степени.
14 апреля 1945 года во время боя в районе населённого пункта Кинитц в 22 километрах к северу от города Зеелов Юферов получил ранение, но не покинул своего поста. Во время того боя он вынес на себе получившего тяжёлое ранение офицера. 16 апреля 1945 года Юферов обнаружил огневую точку и передал её координаты артиллеристам, благодаря чему та своевременно была уничтожена. 15 мая 1946 года был награждён орденом Славы 1-й степени.
В 1947 году в звании старшины Юферов был демобилизован. Проживал и работал в Красноярске. Умер 3 июля 1979 года, похоронен на Бадалыкском кладбище Красноярска.
Был также награждён рядом медалей.

## Память
На родине Героя в селе Мигна его именем названа школа.